# Carlo Giacomini
Carlo Giacomini (ur. 25 listopada 1840 w Sale di Tortona, zm. 5 lipca 1898 w Turynie) – włoski lekarz neurolog. 

## Życiorys
Ukończył medycynę w 1864 na Uniwersytecie Turyńskim. W 1866 był lekarzem-ochotnikiem w wojnie o niepodległość Włoch, a później w wojnie francusko-pruskiej w 1870. Dyrektor muzeum anatomicznego w Turynie. Zajmował się m.in. zagadnieniami afazji, amnezji i kiły ośrodkowego układu nerwowego. Upamiętnia go eponim prążka Giacominiego.